# 前胸 (昆蟲)

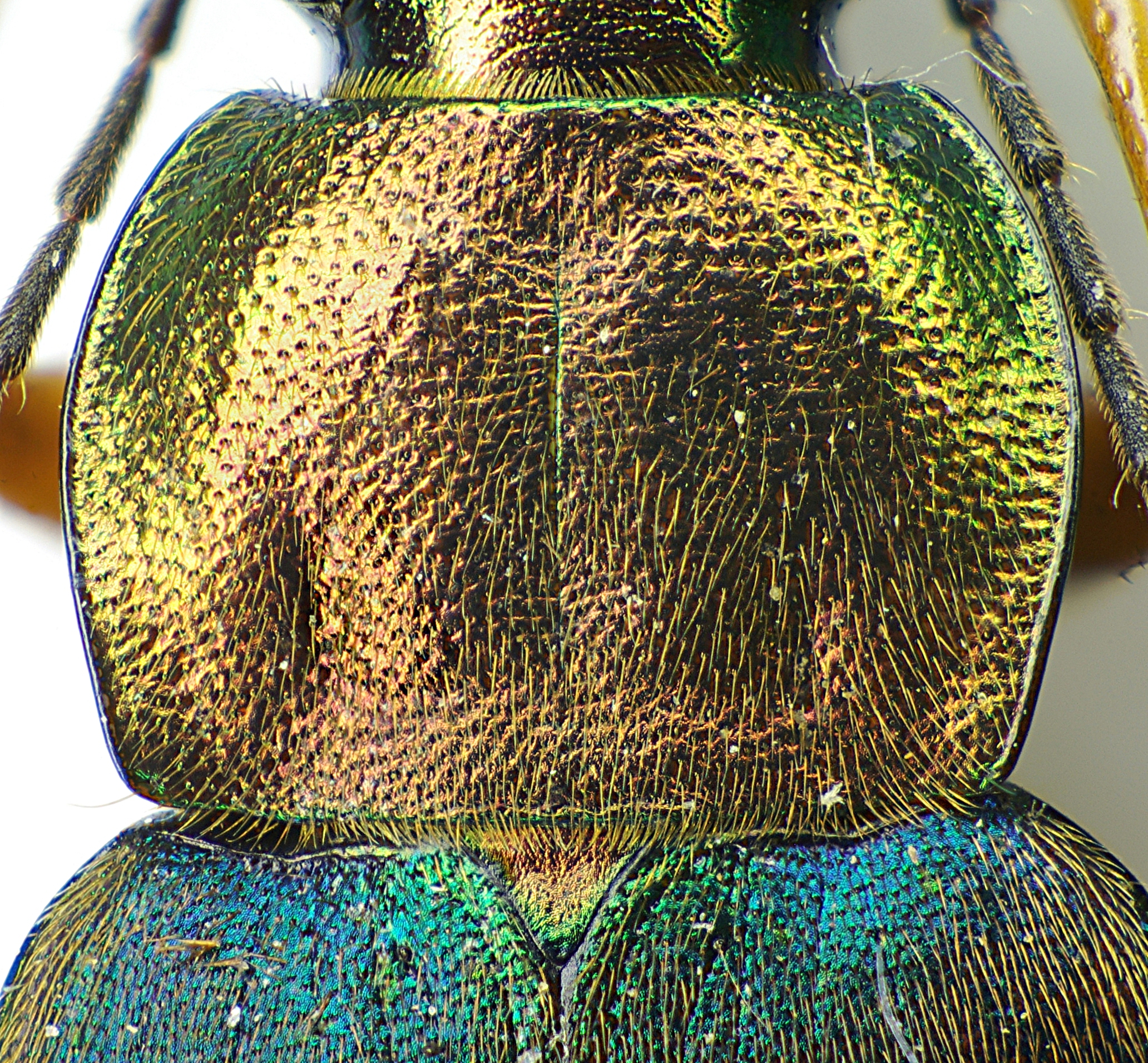
一隻黑角青步行蟲（Chlaenius nigricornis）的前胸

前胸（Prothorax，有時會以T1表示）是昆虫的胸節裡面三部分最前的部分，坐落在頭之後，也是第一對腿所在的位置。
前胸被一塊被稱為前胸背板的大面積外骨骼蓋住，由頸部（cervix）延伸蓋住中胸及大部分的後胸，也蓋住了前胸的側板。前胸背板相較於其他的胸節背板可能小且結構簡單，但在甲蟲、螳螂、許多臭蟲及某些直翅目中，前胸背板延展，且在蟑螂中，前胸背板形成一個蓋住部分頭部和中胸的構造:22–24。

## 參看
- 鱗翅目術語表
- 昆蟲形態學
- 昆蟲的胸節
  - 中胸（英语：Mesothorax）
  - 後胸（英语：Metathorax）